# Ilderton
Ilderton är en ort och civil parish i Storbritannien.   Den ligger i grevskapet och kommunen Northumberland i riksdelen England, i den centrala delen av landet, 500 km norr om huvudstaden London. Ilderton ligger 155 meter över havet och antalet invånare är 235.
Terrängen runt Ilderton är kuperad västerut, men österut är den platt.Runt Ilderton är det ganska glesbefolkat, med 25 invånare per kvadratkilometer. Närmaste större samhälle är Alnwick, 19,0 km sydost om Ilderton. Trakten runt Ilderton består i huvudsak av gräsmarker.